# Italdesign DaVinci
Pour les articles homonymes, voir Italdesign, Da Vinci et Vinci.
L’Italdesign DaVinci est une voiture de sport concept-car coupé 2+2 GT de luxe, électrique, du designer italien Italdesign (filiale du groupe Lamborghini-Audi-Volkswagen depuis 2010). Elle est présentée au salon international de l'automobile de Genève 2019, pour la commémoration le 500e anniversaire de la disparition du génie italien de la Renaissance Léonard de Vinci (1452-1519), inventeur entre autres de l’Automobile (Léonard de Vinci) au XVe siècle.

## Historique

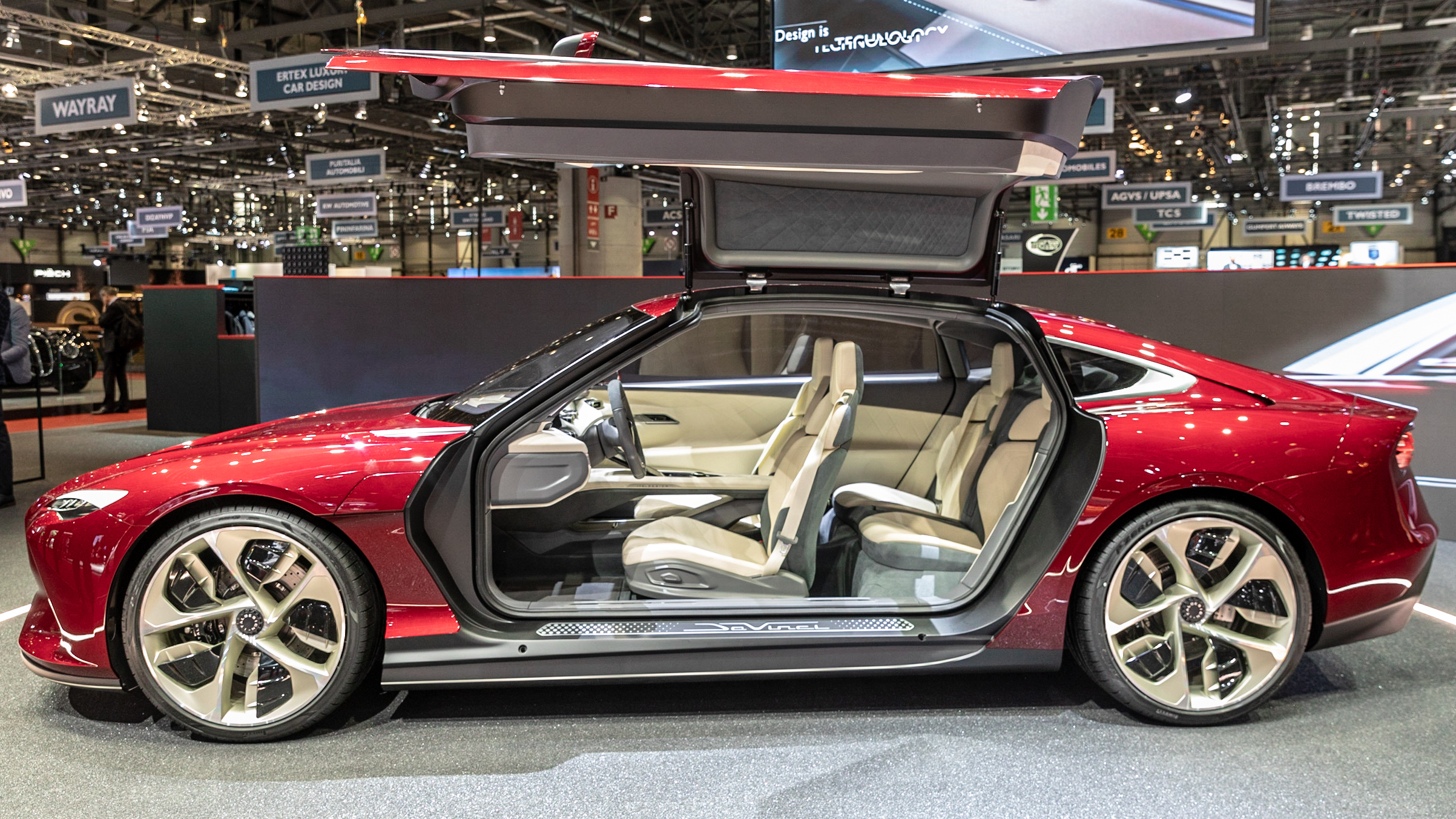

Après ses modèles Italdesign Zerouno (2017) et Italdesign Zerouno Duerta (2018) à moteur V10 de 5.2 L d’Audi R8 et Lamborghini Huracán, et autres voiture volante Italdesign-Audi Pop.Up Next-Airbus de 2018, Italdesign présente ce concept-car de luxe en 2019, avec tableau de bord entièrement numérique.
La carrosserie fastback coupé 2+2 à portes papillon, aux allures de GT, est conçue par le designer Italdesign Filippo Perini, inspirée entre autres des Audi A7, Audi R8, et Audi e-tron GT (et Lamborghini Urus pour les feux avant).
Elle est motorisée par un moteur V8 de 4 L de cylindrée, ou bien par deux moteurs électriques (un sur chaque essieu, avec batterie dans le plancher) sans aucune spécification de performances de la marque.